# Namika Lahti
Le Namika Lahti est un club finlandais de basket-ball évoluant en Korisliiga, soit le plus haut niveau du championnat finlandais. Le club est basé dans la ville de Lahti. 

## Palmarès
- Champion de Finlande : 2000, 2009
- Vainqueur de la Coupe de Finlande : 1989, 1994, 2000

## Entraîneurs
- 2000 :  Jayson Wells